# Бобовек
Бобовек (словен. Bobovek) — поселення в общині Крань, Горенський регіон, Словенія. Висота над рівнем моря: 410,7 м.